# Castle Attack
Castle Attack fue un evento de lucha libre profesional producido por la empresa New Japan Pro-Wrestling (NJPW), que tuvo lugar el 27 y 28 de febrero de 2021 desde el Osaka-jō Hall en la ciudad de Osaka, Japón.

## Producción
El 25 de diciembre de 2020, fue anunciado un nuevo evento que tendría lugar en la ciudad de Osaka, cuyo nombre está relacionado con el Castillo de Osaka.

## Resultados

### Día 1: 27 de febrero
En paréntesis se indica el tiempo de cada combate:
- United Empire (Jeff Cobb, Will Ospreay & Great-O-Khan) derrotaron a Satoshi Kojima, Hiroyoshi Tenzan y Hiroshi Tanahashi (10:22).
  - Ospreay cubrió a Tenzan después de un «Oscutter».
- Tanga Loa (con Jado) derrotó a YOSHI-HASHI (12:58).
  - Loa cubrió a YOSHI-HASHI después de un «Apeshit».
  - Durante la lucha, Jado y Tama Tonga interfieron a favor de Loa.
  - Después de la lucha, Jado y Tonga atacaron a YOSHI-HASHI, pero fueron detenidos por Hirooki Goto.
- Hirooki Goto derrotó a Tama Tonga (con Jado y Tanga Loa) (6:39).
  - Goto cubrió a Tonga después de un «GTR».
  - Durante la lucha, Jado y Loa interfieron a favor de Tonga.
- Toru Yano derrotó a Chase Owens en un YTR Style Texas Strap Match y retuvo el Campeonato KOPW 2021 (12:50).
  - Yano logró la victoria al remover la funda protectora del último esquinero del ring.
- Jay White (con Gedo) derrotó a Tomohiro Ishii (25:42).
  - White cubrió a Ishii después de un «Blade Runner».
  - Durante la lucha, Gedo interfirió a favor de White.
- Kazuchika Okada derrotó a EVIL (con Dick Togo) (28:11).
  - Okada cubrió a EVIL después de un «Rainmaker».
  - Durante la lucha, Togo interfirió a favor de EVIL.

### Día 2: 28 de febrero
En paréntesis se indica el tiempo de cada combate:
- Tenkoji (Satoshi Kojima & Hiroyoshi Tenzan) derrotaron a United Empire (Jeff Cobb & Will Ospreay) (9:56).
  - Kojima cubrió a Cobb después de un «Lariat».
- CHAOS (Toru Yano, Tomohiro Ishii & Kazuchika Okada) derrotaron a Bullet Club (Chase Owens, Jay White & EVIL) (con Dick Togo & Gedo) (8:35).
  - Okada forzó a Owens a rendirse con un «Money Clip».
  - Durante la lucha, Gedo y Togo interfirieron a favor del Bullet Club.
- Guerrillas of Destiny (Tama Tonga & Tanga Loa) (con Jado) derrotaron a CHAOS (YOSHI-HASHI & Hirooki Goto) y retuvieron el Campeonato en Parejas de la IWGP (15:46). 
  - Tonga cubrió a Goto después de un «Gun Stun».
  - Durante la lucha, Jado interfirió a favor de Guerrillas of Destiny.
- Hiroshi Tanahashi derrotó a Great-O-Khan y retuvo el Campeonato de Peso Abierto NEVER (18:44).
  - Tanahashi cubrió a Great-O-Khan después de revertir un «Eliminator» en un «Crucifix Hold».
- El Desperado derrotó a BUSHI y El Phantasmo y ganó el vacante Campeonato Peso Pesado Junior de la IWGP (23:12).
  - El Desperado cubrió a El Phantasmo después de un «Pinche Loco».
  - Originalmente Hiromu Takahashi iba a defender el campeonato, pero tuvo que dejar vacante el título debido a una lesión.
- Kota Ibushi derrotó a Tetsuya Naito y retuvo el Campeonato Intercontinental de la IWGP (27:50).
  - Ibushi cubrió a Naito después de un «Kamigoye».
  - Después de la lucha, El Desperado retó a Ibushi a una lucha por ambos campeonatos en el evento 49th Anniversary Event.
  - El Campeonato Peso Pesado de la IWGP de Ibushi no estaba en juego.